# Paliga rufipicta
Paliga rufipicta là một loài bướm đêm trong họ Crambidae.